# Зинчук, Николай Николаевич
Никола́й Никола́евич Зинчу́к (укр. Мико́ла Микола́йович Зiнчу́к; 8 марта 1945 года, село Михайловка Гайсинского района Винницкой области Украинской ССР) — советский и российский геохимик, лауреат ордена «Знак Почёта» (1986), звания Заслуженный геолог РФ (2000), премии имени В. А. Обручева (1997), премии имени С. С. Смирнова (2006), профессор.

## Биография
Родился 8 марта 1945 года в селе Михайловка Гайсинского района Винницкой области Украинской ССР.
В 1970 году окончил геологический факультет Львовского государственного университета имени Ивана Франко по специальности «инженер-геолог-геохимик».
В 1976 году — защита кандидатской диссертация, тема «Литология и минералогия мезозойских терригенных отложений Мало-Ботуобинского алмазоносного района (Якутия)». Научные руководители — д-р геол.-минерал. наук, член-корреспондент АН СССР Вассоевич Н. Б. и канд. геол.-минерал. наук Конюхов А. И.
В 1986 году — защита докторской диссертации, тема «Коры выветривания и вторичные изменения кимберлитов Якутской алмазоносной провинции (в связи с проблемой поисков и разработки алмазных месторождений)».
С 1970 по 1982 год — прошёл путь от младшего научного сотрудника до заведующего отделом Алмазной лаборатории ЦНИГРИ Министерства геологии СССР (позже — Якутский отдел комплексных исследований).
С 1982 по 2005 год — директор Якутского НИИ геологоразведочного предприятия ЦНИГРИ АК «АЛРОСА».
С 2005 по 2009 год — консультант Центра подготовки кадров АК «АЛРОСА».
С 2005 года — председатель Западно-Якутского научного центра АН РС(Я).
С 2018 по 2022 год — главный научный сотрудник Научно-исследовательского геологического предприятия АК «АЛРОСА».
С 2022 по 2025 год — главный научный сотрудник Вилюйской геологоразведочной экспедиции АК «АЛРОСА».

## Научная деятельность
Работы в области геологического строения, минералогии, геохимии, генезиса, разработки теоретических и практических методов прогнозирования и поисков месторождений алмазов и других твёрдых полезных ископаемых.
Автор более 1000 печатных работ, из них 50 монографий и 3 изобретения.
Публикаций — 656, цитирование — 6 197. Индекс Хирша по публикациям в РИНЦ — 46.
Под его руководством подготовлено 38 кандидатов наук и 12 докторов наук.

### Общественная деятельность
Действительный член Российской академии естественных наук (РАЕН), Международной академии информатизации (МАИ) и Международной академии минеральных ресурсов (МАМР).
Председатель Якутской региональной секции Межведомственного литологического комитета РАН; член ОУСа по «Наукам о Земле» АН РС(Я).
Член Комиссии по технологической минералогии Российского минералогического общества.
Являлся членом организационного комитета 6-й Международной кимберлитовой конференции, которая проходила в августе 1995 года в Новосибирске.

### Публикации
Книги
- Харькив А. Д., Зинчук Н. Н., Крючков А. И. Коренные месторождения алмазов мира. — М.: Недра, 1998. — 555 с. — ISBN 5-247-03705-7.
- Зинчук Н. Н., Коптиль В. И. Типоморфизм алмазов Сибирской платформы. — М.: Недра, 2003. — 603 с. — ISBN 5-8365-0152-1.
- Фролов А. А., Лапин А. В., Толстов А. В., Зинчук Н. Н., Белов С. В., Бурмистров А. А. Карбонатиты и кимберлиты (взаимоотношения, минерагения, прогноз). — М.: НИА-Природа, 2005. — 540 с. — ISBN 5-7844-0112-2.
- Зинчук Н. Н. Постмагматические минералы кимберлитов. — М.: ООО «Недра-Бизнесцентр», 2000. — 538 с. — ISBN 5-8365-0033-9.
- Харькив А. Д., Зинчук Н. Н., Зуев В. М. История алмаза. — М.: Недра, 1997. — 601 с. — ISBN 5-247-03601-8.
- Розен О. М., Манаков А. В., Зинчук Н. Н. Сибирский кратон: формирование, алмазоносность. — М.: ООО «Научный мир», 2006. — 212 с. — ISBN 5-89176-402-4.
- Афанасьев В. П., Зинчук Н. Н., Похиленко Н. П. Морфология и морфогенез индикаторных минералов кимберлитов. — Новосибирск: Филиал «Гео» Издательства СО РАН, Издательский дом «Манускрипт», 2001. — 276 с. — ISBN 5-93240-038-2.
- Василенко В. Б., Зинчук Н. Н., Кузнецова Л. Г. Петрохимические модели алмазных месторождений Якутии. — Новосибирск: «Наука» Сибирское предприятие РАН, 1997. — 574 с. — ISBN 5-02-031124-3.
- Афанасьев В. П., Зинчук Н. Н., Похиленко Н. П. Поисковая минералогия алмаза. — Новосибирск: Академическое издательство «Гео», 2010. — 650 с. — ISBN 978-5-9747-0180-1.
- Зинчук Н. Н., Котельников Д. Д., Борис Е. И. Древние коры выветривания и поиски алмазных месторождений. — М.: Недра, 1983. — 196 с.
- Зинчук Н. Н. Коры выветривания и вторичные изменения кимберлитов Сибирской платформы (в связи с проблемой поисков и разработки алмазных месторождений). — Новосибирск: Издательство Новосибирского университета, 1994. — 240 с. — ISBN 5-7615-0350-6.
- Харькив А. Д., Зинчук Н. Н., Крючков А. И. Геолого-генетические основы шлихо-минералогического метода поисков алмазных месторождений. — М.: Недра, 1995. — 348 с. — ISBN 5-247-03484-8.
- Афанасьев В. П., Ефимова Э. С., Зинчук Н. Н., Коптиль В. И. Атлас морфологии алмазов России. — Новосибирск: Издательство СО РАН, НИЦ ОИГГМ, 2000. — 298 с. — ISBN 5-7692-0095-2.
- Зинчук Н. Н., Савко А. Д., Шевырёв Л. Т. Историческая минерагения. В 3 т. Т. 1. Введение в историческую минерагению. — Воронеж: ВГУ, 2005. — 590 с. — ISBN 5-9273-1003-6.
- Зинчук Н. Н., Бондаренко А. Т., Гарат М. Н. Петрофизика кимберлитов и вмещающих пород. — М.: ООО «Недра-Бизнесцентр», 2002. — 695 с. — ISBN 5-8365-0113-0.
- Зинчук Н. Н., Специус З. В., Зуенко В. В., Зуев В. М. Кимберлитовая трубка Удачная. Вещественный состав и условия формирования. — Новосибирск: Издательство Новосибирского университета, 1997. — 147 с. — ISBN 5-7615-0288-7.
- Квасница В. Н., Зинчук Н. Н., Коптиль В. И. Типоморфизм микрокристаллов алмаза. — М.: ООО «Недра-Бизнесцентр», 1999. — 224 с. — ISBN 5-8365-0010-X.
- Зинчук Н. Н., Савко А. Д., Шевырёв Л. Т. Тектоника и алмазоносный магматизм. — Воронеж: ВГУ, 1999. — 282 с. — ISBN 5-9273-0604-7.
- Зинчук Н. Н., Харькив А. Д., Мельник Ю. М., Мовчан Н. П. Вторичные минералы кимберлитов. — Киев: Наукова думка, 1987. — 284 с.
- Харькив А. Д., Квасница В. Н., Сафронов А. Ф., Зинчук Н. Н. Типоморфизм алмаза и его минералов-спутников из кимберлитов. — Киев: Наукова думка, 1989. — 184 с. — ISBN 5-12-000599-3.
- Зинчук Н. Н., Савко А. Д., Шевырёв Л. Т. Историческая минерагения. В 3 т. Т. 2.  Историческая минерагения древних платформ. — Воронеж: ВГУ, 2007. — 570 с. — ISBN 978-5-9273-1193-4.
- Савко А. Д., Шевырёв Л. Т., Зинчук Н. Н. Эпохи мощного корообразования и алмазоносного магматизма в истории Земли. — Воронеж: ВГУ, 1999. — 102 с. — ISBN 5-85813-075-5.
- Зинчук Н. Н., Савко А. Д., Шевырёв Л. Т. Историческая минерагения. В 3 т. Т. 3.  Историческая минерагения подвижных суперпоясов. — Воронеж: ВГУ, 2008. — 622 с. — ISBN 978-5-88519-427-3.
- Мацюк С. С., Зинчук Н. Н. Оптическая спектроскопия минералов верхней мантии. — М.: ООО «Недра-Бизнесцентр», 2001. — 428 с. — ISBN 5-8365-0083-5.
- Зинчук Н. Н., Борис Е. И., Яныгин Ю. Т. Особенности минерагении алмаза в древних осадочных толщах. — Мирный: Мирнинская городская типография, 2004. — 172 с.
- Трухин В. И., Жиляева В. А., Зинчук Н. Н., Романов Н. Н. Магнетизм кимберлитов и траппов. — М.: Московский государственный университет имени М. В. Ломоносова Издательский Дом (типография), 1989. — 165 с. — ISBN 5-211-00466-3.
- Зинчук Н. Н., Дукардт Ю. А., Борис Е. И. Тектонические аспекты прогнозирования кимберлитовых полей. — Новосибирск: Сибтехнорезерв, 2004. — 166 с. — ISBN 5-8449-0019-7.
- Подвысоцкий В. Т., Зинчук Н. Н., Афанасьев В. П. Морфологические особенности индикаторных минералов из осадочных коллекторов и россыпей алмазов различных генетических типов Сибирской платформы. — Мирный: Центр подготовки кадров АК «АЛРОСА» (ЗАО), 2000. — 72 с.
- Зинчук Н. Н., Хмелевский В. А., Борис Е. И., Затхей Р. А. Литология древних осадочных толщ в районах развития кимберлитового магматизма. — Львов: Издательское объединение «Вища школа», 1985. — 164 с.
- Харькив А. Д., Зинчук Н. Н. Атлас-определитель пород и руд месторождений алмазов кимберлитового типа. — М.: Недра, 1994. — 136 с.
- Зинчук Н. Н., Зинчук М. Н., Пизнюр А. В., Ягнышев Б. С. Факторы минералообразования и некоторые экологические аспекты кимберлитов. — Воронеж: ВГУ, 2003. — 110 с.
- Квасница В. Н., Харькив А. Д., Зинчук Н. Н. Природа алмаза. — Киев: Наукова думка, 1994. — 207 с.
- Бабенко В. В., Афанасьев В. П., Зинчук Н. Н., Черный Е. Д., Романов Н. Н., Герасимчук А. В., Родионов Д. А. Обработка геологической информации на микрокалькуляторах. — М.: Издательство «Недра», 1988. — 134 с. — ISBN 5-247-00350-0.
- Василенко В. Б., Кузнецова Л. Г., Зинчук Н. Н. Петрохимическая фактография кимберлитовой провинции Восточной Сибири. — Новосибирск: Параллель, 2019. — 764 с. — ISBN 978-5-98901-230-5.

Статьи
- Богатиков О. А., Кононова В. А., Голубева Ю. Ю., Зинчук Н. Н., Илупин И. П., Ротман А. Я., Левский Л. К., Овчинникова Г. В., Кондратов И. А. Петрогеохимические и изотопные вариации состава кимберлитов Якутии и их причины // Геохимия. — 2004. — № 9. — С. 915—939. — ISSN 0016-7525.
- Афанасьев В. П., Зинчук Н. Н., Коптиль В. И. Полигенез алмазов в связи с проблемой коренных источников россыпей северо-востока Сибирской платформы // Доклады Академии наук. — 1998. — Т. 361, № 3. — С. 366—369. — ISSN 0869-5652.
- Афанасьев В. П., Зинчук Н. Н., Тычков С. А. Проблема докембрийской алмазоносности Сибирской платформы // Вестник Воронежского государственного университета. Серия: Геология. — 2002. — № 1. — С. 19—35. — ISSN 1609-0691.
- Розен О. М., Серенко В. П., Специус З. В., Манаков А. В., Зинчук Н. Н. Якутская кимберлитовая провинция: положение в структуре Сибирского кратона, особенности состава верхней и нижней коры // Геология и геофизика. — 2002. — Т. 43, № 1. — С. 3—26. — ISSN 0016-7886.
- Котельников Д. Д., Домбровская Ж. В., Зинчук Н. Н. Основные закономерности выветривания силикатных пород различного химического и минералогического типа // Литология и полезные ископаемые. — 1995. — № 6. — С. 594—601. — ISSN 0024-497X.
- Зинчук Н. Н., Коптиль В. И., Борис Е. И., Липашова А. Н. Типоморфизм алмазов из россыпей Сибирской платформы как основа поисков алмазных месторождений // Руды и металлы. — 1999. — № 3. — С. 18—30. — ISSN 0869-5997.
- Зинчук Н. Н. Сравнительная характеристика вещественного состава коры выветривания кимберлитовых пород Сибирской и Восточно-Европейской платформ // Геология и геофизика. — 1992. — Т. 33, № 7. — С. 99—109. — ISSN 0016-7886.
- Афанасьев В. П., Зинчук Н. Н. Основные литодинамические типы ореолов индикаторных минералов кимберлитов и обстановки их формирования // Геология рудных месторождений. — 1999. — Т. 41, № 3. — С. 281—288. — ISSN 0016-7770.
- Vasilenko V. B., Zinchuk N. N., Krasavchikov V. O., Kuznetsova L. G., Khlestov V. V., Volkova N. I. Diamond potential estimation based on kimberlite major element chemistry (англ.) // Journal of Geochemical Exploration. — 2002. — Vol. 76, no. 2. — P. 93—112. — ISSN 0375-6742. — doi:10.1016/S0375-6742(02)00219-4.
- Афанасьев В. П., Зинчук Н. Н., Логвинова А. М. Особенности распределения россыпных алмазов, связанных с докембрийскими источниками // Записки Российского минералогического общества. — 2009. — Т. 138, № 2. — ISSN 0869-6055.

## Награды
- Орден «Знак Почёта» (1986).
- За заслуги в области геологии и многолетний добросовестный труд присвоено почётное звание «Заслуженный геолог Российской Федерации» (1999)[7].
- За серию работ по тематике «Геолого-генетические основы прогнозирования и поисков алмазных месторождений (на примере Сибирской платформы)» награждён Премией имени В. А. Обручева (1997)[8].
- За монографию «Карбонатиты и кимберлиты» награждён Премией имени С. С. Смирнова (2006)[9].
- Заслуженный деятель науки Республики Саха (Якутия) (1995).
- Нагрудный знак «Отличник разведки недр» (1983).
- Нагрудный знак «Почетный разведчик недр Украины» (2004).
- Почётный гражданин Мирнинского района (1997)[10].